# Jimmy Bivins
James Louis Bivins (ur. 6 grudnia 1919 w Dry Branch w stanie Georgia, zm. 4 lipca 2012 w Cleveland w stanie Ohio) – amerykański bokser zawodowy.
Był bokserem walczącym w wadze półciężkiej, ale często mierzył się z zawodnikami wagi ciężkiej. Zadebiutował jako zawodowy bokser w 1940. Wygrał w tym roku pierwszych 19 walk, zanim przegrał z Antonem Christoforidisem, którego wcześniej pokonał, a który w 1941 został mistrzem świata (NBA) w wadze półciężkiej. Od 1942 do 1946 wygrał kolejno 27 walk z pięściarzami wagi półciężkiej i ciężkiej, często należącymi do ówczesnej czołówki. Pokonał m.in. przyszłego mistrza świata wagi ciężkiej Ezzarda Charlesa oraz aktualnego mistrza wagi półciężkiej Christoforidisa. Nie walczył jednak o tytuł mistrzowski, ponieważ te zostały zamrożone na czas udziału Stanów Zjednoczonych w II wojnie światowej. Od marca do listopada 1944 służył w United States Army.
Po zakończeniu wojny walczył ze zmiennym szczęściem, przegrywając m.in. z Joe Louisem na punkty w 1951, Jersey Joe Walcottem, Ezzardem Charlesem i Archie Moore'em, którego wcześniej pokonał przez nokaut. W ciągu kariery walczył z jedenastoma mistrzami świata, wygrywając z ośmioma z nich. Nigdy jednak nie walczył o tytuł. Zakończył karierę w 1955.
W 1999 został wybrany do Międzynarodowej Bokserskiej Galerii Sławy. Zmarł w wieku 92 lat na zapalenie płuc.